# Gelbe Katze
Gelbe Katze (russisch Желтая кошка Scheltaja koschka, kasachisch Сары мысық Sary myssyq) ist ein Filmdrama von Ädilchan Jerschanow, das am 10. September 2020 im Rahmen der Filmfestspiele von Venedig 2020 seine Weltpremiere feierte. Gelbe Katze wurde von Kasachstan als Beitrag für die Oscarverleihung 2022 in der Kategorie Bester Internationaler Film eingereicht.

## Handlung
Der ehemalige Kriminelle Kermek und seine geliebte Eva wollen ihr Leben in der kasachischen Steppe hinter sich lassen. Er hat einen Traum und will in den Bergen ein Kino bauen.

## Produktion
Regie führte Ädilchan Jerschanow, der gemeinsam mit seiner Ehefrau Inna Smailova auch das Drehbuch schrieb. Jerschanow ist Absolvent der Kasachischen Akademie der Künste und wurde für A Dark, Dark Man mit dem Asia Pacific Screen Award for Achievement in Directing ausgezeichnet.
Als Kameramann fungierte der Kasache Yerkinbek Ptyraliyev.
Eine erste Vorstellung des Films erfolgte am 10. September 2020 bei den Filmfestspielen von Venedig 2020, wo er im Rahmen der Sektion Orizzonti gezeigt wurde. Im Vorfeld der Filmfestspiele von Venedig sicherte sich Arizona die Rechte am Film. Hiernach wurde er beim San Sebastian International Film Festival vorgestellt. Ende April 2021 soll er bei goEast, dem Festival des mittel- und osteuropäischen Films, gezeigt werden. Ende Juli, Anfang August 2021 wird er beim Internationalen Filmfestival Freiburg vorgestellt.

## Auszeichnungen
Gelbe Katze wurde von Kasachstan als Beitrag für die Oscarverleihung 2022 in der Kategorie Bester Internationaler Film eingereicht.
goEast – Festival des mittel- und osteuropäischen Films 2021
- Nominierung im Wettbewerb[7]

Internationale Filmfestspiele von Venedig 2020
- Nominierung als Bester Film in der Sektion Orizzonti (Ädilchan Jerschanow)

San Sebastian International Film Festival 2020
- Nominierung in der Sektion Zabaltegi-Tabakalera (Ädilchan Jerschanow)[8]